# Ingrid Auerswald
Ingrid Auerswald, de domo Brestrich, 2° voto Lange (ur. 2 września 1957 w Jenie) – wschodnioniemiecka lekkoatletka, sprinterka.
W 1980 na Igrzyskach w Moskwie zdobyła dwa medale: brązowy na 100 metrów i złoty w sztafecie 4 × 100 metrów. Auerswald ma w dorobku również srebrny medal z Igrzysk w Seulu (1988) w sztafecie 4 × 100 metrów. Jej dorobek medalowy byłby prawdopodobnie bogatszy gdyby nie fakt zbojkotowania przez NRD (oraz zdecydowaną większość państw dawnego bloku komunistycznego) Igrzysk olimpijskich w Los Angeles (1984). Wspólnie z koleżankami z reprezentacji NRD ustanowiła kilka rekordów świata w sztafecie 4 × 100 m, ostatni 6 października 1985 podczas Pucharu świata w Canberze – 41,37 s, wynik ten był do 10 sierpnia 2012 rekordem świata.

## Rekordy życiowe
- bieg na 100 m – 11,04 (1984)